# Glochidion medogense
Glochidion medogense är en emblikaväxtart som beskrevs av T.L.Chin. Glochidion medogense ingår i släktet Glochidion och familjen emblikaväxter. Inga underarter finns listade i Catalogue of Life.